# Palicourea ovata
Palicourea ovata là một loài thực vật có hoa trong họ Thiến thảo. Loài này được Huber mô tả khoa học đầu tiên năm 1914.